# Médaille d'honneur de la santé et des affaires sociales
La médaille d’honneur de la santé et des affaires sociales est une décoration civile française dont le régime est déterminé par le décret no 2012-169 du 2 février 2012. Elle s'inscrit dans la continuité de l'Ordre de la Santé publique institué en 1938 et disparu en 1963, lorsque l'Ordre national du mérite a fait table rase des distinctions honorifiques de rang ministériel. 
Il n'y a eu que deux promotions en 2012 et la médaille n'est plus décernée depuis, sans aucune communication à ce sujet.

## Services récompensés
La médaille d'honneur de la santé et des affaires sociales récompense les personnes, qu'elles soient ou non de nationalité française, qui, dans leur activité professionnelle ou à titre bénévole, ont rendu des services honorables dans le domaine sanitaire et social.
Elle peut également être décernée, sans condition d'ancienneté, à l'un quelconque de ses trois échelons, pour des services exceptionnels rendus dans le domaine sanitaire et social.
Enfin, elle peut être décernée aux personnes tuées ou blessées dans l'exercice de leurs fonctions.

## Grades
- échelon bronze
- échelon argent
- echelon or

## Procédure de nomination et de promotion
La médaille d'honneur de la santé et des affaires sociales est conférée par arrêté conjoint des ministres chargés du travail, de l'emploi, de la santé, de l'action sociale et de la protection sociale.
La procédure d'instruction des candidatures est décrite par une circulaire interministérielle du 4 avril 2012. Comme d'autres distinctions honorifiques, cette décoration est attribuée au terme d'une procédure d'instruction administrative et de proposition, soit par le préfet de département, soit par le directeur général de l'agence régionale de santé (ARS), dans la limite de contingents par échelon fixés par arrêté, en deux promotions annuelles les 1er janvier et 14 juillet.

### Suspension des promotions
Au 1er janvier 2017, on peut constater qu'il n'y a eu, depuis la création de cette médaille, que deux promotions, la dernière étant le 14 juillet 2012. Plusieurs dossiers ont été remontés en préfecture en vue d'une troisième promotion qui n'a pas eu lieu. En outre, le ministère des Affaires sociales et de la Santé a supprimé de son site internet toutes les pages relatives aux deux promotions, aux dossiers, aux arrêtés, aux formulaires à remplir, etc.. 
Cette absence de promotion a donné lieu en 2014 à une question écrite à l'Assemblée nationale par le député Jacques Cresta. La réponse précise qu'« une évolution du dispositif de cette médaille est actuellement envisagée ce qui a conduit à suspendre son application. »

## Insignes et ruban
Les insignes de la médaille d'honneur de la santé et des affaires sociales représentent une étoile à huit branches émaillées de bleu, surmontée d'une bélière simple et composée de huit boules entre les branches. Le centre de l'étoile présente l'effigie de la République avec l'exergue « République française ». Le revers plat représente une couronne de chêne et laurier, un cartouche de gravure dont part un rayonnement ainsi que l'inscription « Médaille d'honneur de la santé et des affaires sociales ».
L'insigne de l'échelon bronze, de diagonale 33,5 mm, est en bronze et se porte sur le côté gauche de la poitrine attaché par un ruban d'une largeur de 37 mm. Le ruban comprend neuf bandes verticales, dont trois bandes de 10 mm : deux bandes sont moirées bleu foncé de chaque côté, et une de couleur rose en son centre. Ces trois bandes sont délimitées par un liseré tricolore bleu-blanc-rouge de 3,5 mm.
Les titulaires de l'échelon argent portent à la même place un insigne de même diamètre en bronze argenté attaché par un ruban semblable à celui de l'échelon bronze, mais comportant une palme argentée.
Les titulaires de l'échelon or portent à la même place un insigne de même diamètre en bronze doré attaché par un ruban semblable à celui de l'échelon argent, avec une palme dorée et comportant une rosette aux couleurs du ruban ― moiré bleu foncé ― bleu/blanc/rouge ― rose ― bleu/blanc/rouge ― moiré bleu foncé ― de 18 mm de diamètre.
| Bronze | Argent | Or |
| ------ | ------ | -- |
|        |        |    |
|        |        |    |